# Hakan Balta
Hakan Kadir Balta (* 23. března 1983, Západní Berlín, Západní Německo) je bývalý turecký fotbalový obránce, naposledy hrající v tureckém klubu Galatasaray SK. Účastník EURA 2008 v Rakousku a Švýcarsku.
Mimo Turecka působil v Německu.

## Reprezentační kariéra
V A-týmu Turecka debutoval 12. 4. 2006 v přátelském utkání s Ázerbájdžánem (remíza 1:1).